# Bodo Steigerthal
Bodo Carl Emil Steigerthal (* 27. Oktober 1872 in Köchingen; † 5. Oktober 1937 in Braunschweig) war ein deutscher evangelisch-lutherischer Pfarrer, Kirchenrat und Abgeordneter des Braunschweigischen Landtags.

## Leben
Bodo Steigerthal wurde 1872 in Köchingen im Herzogtum Braunschweig geboren, wo sein Vater als Pfarrer tätig war. Sein Onkel war der Eisenbahndirektor Albert Steigerthal. Nach dem Abitur studierte Bodo Steigerthal evangelische Theologie  in Greifswald und Leipzig. Seine erste Pfarrstelle hatte er von 1901 bis 1905 in Riddagshausen inne, bevor er von 1905 bis 1914 Vereinsgeistlicher des Evangelischen Vereins für Innere Mission im Herzogtum Braunschweig war. Während dieser Tätigkeit gründete er 1911 in Volkmarode den Remenhof nach dem Vorbild der durch Pfarrer Friedrich von Bodelschwingh ins Leben gerufenen Betheler Anstalten. Eine rege Spendensammeltätigkeit hatte dem Verein den Kauf eines 30 Morgen großen Geländes ermöglicht, auf dem reetgedeckte Fachwerkhäuser zur Unterbringung gebaut wurden. Steigerthal begann 1911 mit der Betreuung alkoholkranker Männer, bevor kurz vor Ende des Ersten Weltkriegs am 1. Oktober 1918 die Versorgung und Erziehung gefährdeter und verwaister Kinder und Jugendlicher hinzukam. Die Kinder wurden in landwirtschaftlichen und handwerklichen Pflegefamilien auf das Leben vorbereitet. Die Zahl der Waisenkinder stieg von anfangs acht auf später 125. Aus Steigerthals Gründung hat sich 1939 die heute noch bestehende öffentlich-rechtliche Remenhof-Stiftung entwickelt.
Steigerthal übernahm 1914 die Pfarrstelle in Ölper, die er bis zu seiner Emeritierung 1934 innehatte. Er war Mitglied der DVP, für die er von 1919 bis 1927 Abgeordneter im Braunschweigischen Landtag war. Er gehörte zum gemäßigten Flügel seiner Partei und galt laut Dietrich Kuessner als „gemäßigter und kompromißbereiter Abgeordneter, der sich auch als Verbindungsmann der Kirchenleitung zum Parlament verstand.“ Steigerthal wohnte zuletzt in der Schleinitzstraße in Braunschweig. Er starb im Oktober 1937 im Alter von 64 Jahren in Braunschweig.